# Мифология айнов
Мифология айнов — комплекс мифологических представлений народа айнов. Характер и уровень развития мифологических представлений и мифологического фольклора у айнов определяется такими факторами, как дисперсный характер расселения и тип хозяйствования (собирательство, рыболовство и охота), что требовало поддержания равновесия в природной среде и в человеческой популяции (в частности, не допускать демографических взрывов).
Мифология айнов развивалась во взаимодействии с мифологией народов северо-восточной Азии и особенно японской мифологией, при этом сохраняя существенные отличия от последней. Источником изучения мифологии айнов являются исключительно устные пересказы мифов, известные по записям, выполненным европейскими миссионерами в конце 19 — начале 20 вв. и современными японскими историками. Научные критические издания мифов айнов отсутствуют.
Мифология айнов пронизана анимистическими представлениями — согласно ей, душу имеют не только люди, звери, рыбы, птицы, но и растения и вообще все предметы и явления окружающего мира. Одушевление всего сущего отразилось в политеистичности религиозных и мифологических представлений айнов. Наиболее распространёнными в мифологическом комплексе айнов являются космологические и космогонические, топонимические, тотемические мифы и мифы о злых демонах.

## Мировоззрение айнов
У айнов не существовало сугубого определения, тождественного слову «пространство». Наиболее близкое по смыслу сир означает «остров», «погода», «время», «окружающая среда». Айны представляли пространство антропоморфным, оно строилось на оппозиции па — кес («голова» — «низ»): мосир па (горная местность, срединная часть вулканического острова), мосир кес (берег), котан па (часть поселения, которая находится ближе к горам), котан кес (часть поселения, которая находится ближе к морю). Основные категории пространства: пет («река»), котан («поселение»), часи («дом»), па/пакехе (восточная или северная часть острова). Дом часи стал упорядоченным пространством, который представлялся в виде человека, лежащего на спине, головой к горам. Представление о мировом древе, присущее материковым культурам, у айнов отсутствует.
По данным М. М. Добротворского, сахалинские айны считали, что Вселенная разделяется на области: кусунь катань — земля (селение) айнов; аахто котань (нижнее село) — подземный мир, куда отправляются души людей после смерти (добрые там наслаждаются всеми чувственными удовольствиями, злые мучаются как в аду), в нём также живут собаки. Для медведей айны отводят посмертное жилище в лесу — яма котань, а для тюленей и сивучей — в море — атуй котань.
Так как айны относились к политеистическим народам, они обожествляли природу. Тем не менее не все проявления природы почитались за богов. Бог для айнов — это то, что содержит душу божества, которая либо живёт в мире богов и спускается в мир людей, либо живёт в мире людей, воплощённая в предметах живой или неживой природы. Считалось, что на небесах боги имеют облик людей и ведут обычный для людей образ жизни, но, спускаясь на Землю, они изменяют его на облик животного или птицы. Например, филин, касатка и медведь были самыми почитаемыми животными среди айнов. Так как они являлись самыми крупными представителями в своей среде обитания, их почитали за воплощения богов деревни, моря и гор соответственно, которые спустились в мир людей из мира богов. Целью их пребывания на Земле считали контакт с людьми, в связи с чем убийство живых существ рассматривалось как угодное богам действие, если люди при этом проводили положенные ритуалы. Например, в первой песне сборника «Айну синъёсю» люди с помощью ритуала помогают божеству вернуться домой на небеса. Исполнение ритуалов считалось важным. 
Для того, чтобы заручиться благосклонностью богов, попросить их о чём-либо или поблагодарить за уже проявленную ими милость, айны молились и делали подношения богам в виде вина и ритуальных палочек инау, которые, как они считали, невозможно сделать в мире богов, поэтому они были желанным подарком для них. Молитвы и подношения сопровождались ритуалами, которые проводились для того, чтобы проявить к богу бо́льшее уважение или порадовать его. Считалось, что отсутствие обращения с душой бога или с его дарами должным образом, разозлит бога, он перестанет посещать мир людей или перестанет одаривать их своей милостью, что приведёт к голоду. 
Появление бога в мире людей означало появление ценного для охоты животного, в облике которого он появлялся, а значит, была возможность получить его мясо, шкуру, клыки. Взамен боги могли поучаствовать в пире, устроенном людьми и получить с собой на небеса вино и ритуальные палочки инау. Айны никогда не проводили ритуалы и не совершали подношения злым божествам, так как считали их недостойными. Взамен, если что-то случалось, люди обращались за помощью к добрым богам. Помощь людям и борьба со злом являлись важными функциями и легендарного героя эдзосских айнов. В отличие от большинства богов, легендарный герой Окикирмуи представлялся айнам в облике человека, но с силами и возможностями бога. Побеждая злых божеств, он отправлял их души в подземный мир — своего рода чистилище для злых богов (души людей туда не попадали), откуда они уже не могли выбраться, поэтому такая смерть считалась страшной участью.

## Иерархия божеств айнов
Божества в мифах айнов обозначаются словом «камуй» (айнский カムイ, яп. 神威 или 神居), что значит «тот, кто (или „то, что“) покрывает». В отличие от японской мифологии, в мифологии айнов имеется одно высшее божество. Верховный бог носит имя Пасе камуй (то есть, «создатель и владетель неба») или Котан кара камуй, Мосири кара камуй, Кандо кара камуй (то есть «божественный создатель миров и земель и владетель неба»). Он считается создателем мира и богов; через посредство добрых богов, своих помощников, он заботится о людях и помогает им.
Рядовые божества (яйян камуй, то есть «ближние и дальние божества») воплощают отдельные стихии и элементы мироздания, они равны и независимы друг от друга, хотя и составляют определённую функциональную иерархию добрых и злых божеств (см. Пантеон божеств айнов). Добрые божества преимущественно небесного происхождения.
Злые божества, как правило, земного происхождения. Функции последних чётко определены: они олицетворяют опасности, подстерегающие человека в горах (это основное место обитания злых божеств), и управляют атмосферными явлениями. Злые божества, в отличие от добрых, принимают определённый зримый облик. Иногда они нападают на добрых богов. Например, существует миф о том, как некое злое божество захотело проглотить Солнце, но Пасе камуй спас солнце тем, что послал ворону, которая залетела в рот злому богу. Считалось, что злые божества возникли от мотыг, при помощи которых Пасе камуй создал мир, а затем бросил. Возглавляет злые божества богиня болот и трясин Нитатунарабе. Большинство других злых божеств — её потомки, они носят общее название — Тоиекунра. Злые божества многочисленнее добрых, и мифы о них распространены больше.
Добрые и злые божества далеко не исчерпывают пантеон айнов. Божествами, причём наиболее древними, при помощи которых были созданы огонь и первый человек, считались деревья. Некоторые из них (например, ольха, вяз), в отличие от ивы, представлялись вредоносными. Особыми божествами представлялись и цорпок-куру («существа, обитающие внизу»). В мифах они имеют образ карликов и живут в землянках. Считалось, что цорпок-куру жили на земле ещё до появления первых айнов, именно у них айнские женщины заимствовали обычай нанесения татуировки на лицо.
Существует две точки зрения относительно того, существовало ли на самом деле племя цорпок-куру. С. Т. Цубои, Б. Пилсудский считают, что это реально существовавшее племя, вытесненное айнами. В свою очередь, Р. Тории, Ё. Коганэи, Н. Г. Манро, Б. Ляуфер, Дж. Бэчелор считают, что это мифологический народ, а находимые при раскопках керамика и каменные орудия принадлежат самим айнам.

Написание цорпок-куру правильнее, чем широко распространенное коро-пок-гуру, потому что, во-первых, коропок есть искажение оригинального айнского слова цорпок — «под», а во-вторых, в языке айну звук [г] сам по себе не существует, а возможен лишь как вариант фонемы /к/.— Акулов А. Ю. «К истории вопроса о цорпок-куру. Связи культуры айну с культурой Дзёмон» // Этнографическое обозрение. — № 2. — 2007

## Космологические и космогонические мифы айнов
Согласно космологической концепции айнов, земля состоит из шести миров, каждый из которых имеет своё функциональное назначение.
Люди живут в мире, называемом Канна мосири («верхний мир») или Увекари нотереке мосири («мир, в котором множество топает ногами»). Он представляет собой океан с дрейфующими по нему островами. По аналогии с местом обитания айнов всякая суша рассматривалась ими как остров. Океан с островами представлялся расположенным на спине гигантского лосося. Когда он шевелится, на суше происходят землетрясения, а в океане — приливы и отливы. Во время штормов лосось глотает суда, от этого они и гибнут.
Под миром людей расположен Нитне камуй мосири («мир дьяволов») или Тейне покла мосири («мокрый подземный мир»). Это влажный и сырой мир, куда после смерти попадают злые люди, которые терпят там назначенное им наказание.
Рядом с ним, также под миром людей, расположен Камуй мосири («мир богов») — место обитания многих божеств небесного происхождения. После смерти туда попадают все хорошие люди. Обитатели этого мира ходят вверх ногами, так что ступни их ног соприкасаются со ступнями ног живых людей, обитателей Канна мосири.
Ниже Камуй мосири расположен мир Покна мосири («нижний мир»), мифы о назначении которого не сохранились. Неизвестно и назначение и даже название мира, расположенного ниже Покна мосири.
На самом нижнем уровне расположена светлая и прекрасная страна Тирана мосири («самый нижний мир»).
Небо также разделяется на шесть уровней. На самом высшем живут Пасе камуй и главнейшие из божеств — его помощников. Управляет этим миром бог Синисерангуру. Миры, расположенные ниже, населены второстепенными божествами.
Согласно космогоническому мифу, первоначально суша не была отделена от воды и все элементы сущего были перепутаны. Земля была похожа на огромное болото. Задумав создать мир людей, Пасе камуй призвал на помощь трясогузку (священная птица — тотем айнов). Спустившись с неба, она стала бить крыльями по воде, месить лапками, работать хвостом. Прошло много времени, и её усилия привели к тому, что вода превратилась в океан, а на нём появились дрейфующие участки суши. По другой версии мифа, Пасе камуй сам создал мир при помощи каменных инструментов, а трясогузка потом только разровняла землю.
Ряд мифов посвящён созданию острова Эдзо (современный Хоккайдо), с которым в мифологии айнов отождествляются все населённые айнами острова. В одном из них говорится, что Пасе камуй повелел создать Эдзо двум своим помощникам, богам Аиойне и его сестре Турешмат, причём поделил между ними эту работу так, что Турешмат должна была создать западное побережье, а Аиойна — северное и восточное. По одной версии мифа, Турешмат повстречала другую богиню, разговорилась с ней и забыла о поручении. Спохватившись, она увидела, что брат уже кончает свою часть, заторопилась и сделала западное побережье наспех. Потому-то, считается, оно и получилось таким каменистым и опасным. По другой версии, богиня просто не справилась с полученным заданием.

## Тотемические мифы айнов
Главными героями тотемических мифов являются медведь, трясогузка, орёл, дерево ива. Миф о медведе дошел в нескольких вариантах. В них говорится, что к одинокой женщине по ночам стал являться незнакомец «весь в чёрном» и однажды открыл ей, что он не человек, а бог гор, по облику медведь. От бога гор женщина родила сына, от которого потом и произошли айны.
В роли прародителя айнов иногда выступает и бог гор в образе орла. Орёл считался также спасителем айнов, некогда во время великого голода накормившим народ. Трясогузка почиталась как создательница мира людей Канна мосири и покровительница влюблённых. Считалось, что она научила людей обязанностям мужей и жен. Ива представлялась божеством — покровителем айнов (согласно мифу, первый человек был создан из прута ивы и земли). При рождении ребёнка из ивы изготовляли особый талисман — инау, который должен был охранять его в течение всей жизни.
Мифы о деяниях отдельных богов в мифологии айнов распространены мало. Определённый цикл мифов связан только с создателями мира айнов Аиойной и Турешмат и богом Окикуруми. Аиойна считается творцом не только Эдзо, но и первого человека (айну), которого он сделал из прута ивы и земли. С этим мифом связано его другое имя: Айну Рак Гуру (то есть «человек с запахом айну»). Согласно мифу, завершив акт творения, Аиойна вернулся на небо, но остальные боги, почувствовав запах человека, заставили его ещё раз спуститься на землю и оставить там то одеяние, в котором он был на земле. Аиойна выступает также устроителем общественной жизни айнов и таким образом имеет функции культурного героя. Согласно мифам, сначала айны ели мясо животных и рыбу сырыми, занимались людоедством. Постепенно во время своих посещений мира людей Аиойна научил их обращению с огнём и ремёслам: показал, как делать рыболовные снасти, луки, стрелы, горшки и другую посуду, научил готовить мясо и рыбу, отучил от людоедства.
Окикуруми является главным героем топонимических мифов. С событиями его жизни связывается происхождение названий многих местностей. Например, название местности Итанки, согласно мифу, происходит от того, что Окикуруми там собрался выпить воды из пиалы для риса (айнск. — итанки), но в этот момент волна подхватила пиалу и разбила её. Известен также миф о его неразделённой любви к айнской женщине и о том, как трясогузка излечила его от этой любви. Поздняя японская традиция отождествляет Окикуруми с японским полководцем Ёсицунэ Минамото (1159-89). Исходя из этого, можно предположить, что мифы о нём возникли в период наибольших контактов айнов с японцами.
Большинство остальных божеств только упоминается в мифах. О них известны лишь имена (описывающие их функции, что типично и для японской и других мифологий), реже краткие сведения об их деятельности. Несмотря на скудость мифов, чётко прослеживается разделение божеств на добрых и злых (в японской мифологии, в отличие от мифологии айнов, слабое и неясное). Добрые божества преимущественно небесного происхождения. Незримые, они населяют небесные миры, подземный мир богов Камуй мосири, земные горы. Возглавляет их верховный бог Пасе камуй. Добрыми божествами считались Аиойна, Турешмат, Окикуруми, боги солнца, луны, богиня огня Фудзи (Ундзи), Чуф-камуй (то есть «бог всех светил»), который, согласно мифу, живёт на Луне и в течение каждого лунного месяца проживает новую жизнь, рождается, вырастает, старится и умирает. Синисерангуру (то есть «тот, кто спустился с самого высшего неба») управляет самым высшим небесным миром. С ним живёт его жена Синисиранмат. Тоикурупуникуру и Тоикурупунимат («тот и та, которые поднимают своё лицо от земли») божества растительности. Пекончикорогуру («тот, кто обладает чашей с водой») — божество воды. Считалось, что он является людям из-за гор в виде большой чёрной тучи. Божества воды и растительности являются, видимо, наиболее поздними. Добрым считался и Тай-камуй — божество землетрясений (которые происходят «стоит ему только пошевелить пальцем»). Считалось, что он живёт в местности Похнакотан. Известны также «божественный владетель земель» Сирикорокамуй, «спустившийся со звёзд» Нотиерангуру, «спустившийся из тумана» Урараэрангуру и др.
Добрым божеством нередко предстаёт прародитель айнов медведь (хотя он может воплощать и злые силы). В облике медведя являются людям добрые божества Нупорикуро-камуй («божество, владеющее горами», его другое имя — Икоропорогуру, «тот, кто владеет большим богатством») и иногда Санруверопо-камуй («тот, кто оставляет большие следы»).

## Пантеон божеств айнов
- Пасе камуй (Котан кара камуй, Мосири кара камуй, Кандо кара камуй) — верховный бог;

### Добрые божества
- Аиойна (Айну Рак Гуру)
- Турешмат
- Окикуруми[яп.]
- Фудзи (Ундзи) — богиня огня;
- Чуф-камуй — («бог всех светил»), живущий на Луне;
- Синисерангуру — бог, управляющий самым высшим небесным миром;
- Синисиранмат — жена Синисерангуру;
- Тоикурупуникуру и Тоикурупунимат («тот и та, которые поднимают своё лицо от земли»)- божества растительности;
- Пекончикорогуру («тот, кто обладает чашей с водой») — божество воды;
- Тай-камуй — божество землетрясений;
- Сирикорокамуй — «божественный владетель земель»
- Нотиерангуру — «спустившийся со звёзд»
- Урараэрангуру — «спустившийся из тумана»;
- Нупорикуро-камуй («божество, владеющее горами»; другое его имя — Икоропорогуру, «тот, кто владеет большим богатством»)
- Санруверопо-камуй («тот, кто оставляет большие следы»).

### Злые божества
- Нитатунарабе — богиня болот и трясин, главное злое божество;
- Кинасутунгуру («обитающий в траве»), представлялся в образе змеи;
- Хонпокикеуш («тот, который роет ямы под горами»), вызывающий камнепады;
- Иваоропенерег («тот, который разрушает горы»), представлялся в облике страшной ночной птицы;
- Ивабосоингарабе — «тот, который смотрит сквозь горы», замышляя зло людям;
- Цуриканда-камуй («очень жестокий», представлялся в облике медведя-людоеда; его другое имя — Нупурикесунгуру, то есть «существо, живущее у подножия гор»);
- Иваесангуру («тот, который спустился с гор»);
- Иварасамбе («тот, который спускается по траве, растущей на горных склонах»), представлялся в облике животного размером с лису или собаку, с чёрным телом, длинными ушами и двумя длинными зубами, торчащими из пасти;
- Иваетистис («тот, кто кричит в горах»), имеющий облик птицы;
- Ивакосинпук («горный оборотень»), принимающий различные облики;
- Ивахоину («горная куница»);
- Ивасарауш («тот, который имеет хвост из скальной травы»);
- Иваисепо («горный заяц» огромных размеров);
- Икаменашрера — «хозяин» юго-восточного ветра, считался самым опасным из повелителей ветров;
- Пикататопоматнеп — «хозяин» западного ветра;
- Менашоккайвенъук — «хозяин» восточного ветра;
- Шумреравенъук — «хозяин» южного ветра;
- Матнаувенъук — «хозяин» северного ветра;
- Мотенай — «хозяин» северо-восточного ветра;
- Тиукопоиерера или Венрера — «хозяин» вихрей;
- Упасруямбевепъук — «хозяин» снегопадов;
- Апторуясибевенъук — «хозяин» ливней;
- Руясибенитнеп — «хозяин» штормов.